# Liste der Kulturgüter in Assens
Die Liste der Kulturgüter in Assens enthält alle Objekte in der Gemeinde Assens im Kanton Waadt, die gemäss der Haager Konvention zum Schutz von Kulturgut bei bewaffneten Konflikten, dem Bundesgesetz vom 20. Juni 2014 über den Schutz der Kulturgüter bei bewaffneten Konflikten sowie der Verordnung vom 29. Oktober 2014 über den Schutz der Kulturgüter bei bewaffneten Konflikten unter Schutz stehen.
Objekte der Kategorie A sind im Gemeindegebiet nicht ausgewiesen, Objekte der Kategorie B sind vollständig in der Liste enthalten, Objekte der Kategorie C fehlen zurzeit (Stand: 13. Oktober 2021).

## Kulturgüter
| Foto |                                                                                              | Objekt | Kat. | Typ | Standort                                | Beschreibung |
| ---- | -------------------------------------------------------------------------------------------- | --- | ---- | --- | --------------------------------------- | ------------ |
| ja   | Datei hochladen · Wikidata zu Bois aux Allemands (Q3542045)                                  | Bois aux Allemands, Grabhügel der Eisenzeit / Bois aux Allemands, tumulus de l’âge du fer KGS-Nr.: 5902                 | B    | F   | Le Bochet 538299 / 162560               |              |
| ja   | Datei hochladen · Wikidata zu Paritätische Kirche Saint-Germain (Q19950975)                  | Paritätische Kirche Saint-Germain / Église paritaire Saint-Germain KGS-Nr.: 5903                                        | B    | G   | Place de la Fruitière 1 537487 / 162696 |              |
| BW   | Datei hochladen · Wikidata zu Katholische Kirche Saint-Germain (Q29890480)                   | Katholische Kirche Saint-Germain / Église catholique Saint-Germain KGS-Nr.: 5904                                        | B    | G   | Route de la Riaz 3 537599 / 162583      |              |
| BW   | Datei hochladen · Wikidata zu Kulturraum und Museum der studentischen Geschichte (Q27479561) | Kulturraum und Museum der studentischen Geschichte / Espace culturel et musée de l’histoire estudiantine KGS-Nr.: 14552 | B    | S   | Route du Moulin 7–9 537738 / 162736     |              |